# 협성신학교 축구단
협성신학교 축구단(協成神學校蹴球團)은 일제강점기 조선 경기도 경성부에 있었던 축구 선수단이다. 협성신학교가 운영했던 대학 축구단이며, 1924년에 창단되고 1924년 이후에 해단되었다.

## 시즌별 성적
| 시즌 | 대회                                  | 참가 | 경기 | 승 | 무 | 패 | 득 | 실 | 차 | 승점 | 순위   |
| ---- | ------------------------------------- | ---- | ---- | -- | -- | -- | -- | -- | -- | ---- | ------ |
| 1924 | 전조선학생기독청년연합축구대회 전문부 | 5    | 2    | 1  | 0  | 1  | 1  | 3  | -2 |      | 준우승 |

## 수상 기록
| 시즌 | 대회                                  | 수상   |
| ---- | ------------------------------------- | ------ |
| 1924 | 전조선학생기독청년연합축구대회 전문부 | 준우승 |

## 참고 문헌
- “스포츠지원포털 등록 현황”. 대한체육회.
- “KFA 통합경기정보 시스템”. 대한축구협회.
- “대한체육회 국내종합경기대회”. 대한체육회.
- 《대한체육회 50년》. 대한체육회. 1970. 2020년 11월 8일에 원본 문서에서 보존된 문서. 2022년 11월 5일에 확인함.
- 《대한체육회 70년사》. 대한체육회. 1990. 2020년 11월 8일에 원본 문서에서 보존된 문서. 2022년 11월 5일에 확인함.
- 《대한체육회 90년사》. 대한체육회. 2011. 2020년 11월 8일에 원본 문서에서 보존된 문서. 2022년 11월 5일에 확인함.
- 대한체육회 100주년 기념사업부 (2020). 《대한민국 체육 100년》. 대한체육회.
- 대한축구협회 (1986). 《韓國蹴球百年史(한국축구백년사)》. 라사라.

## 같이 보기
- 감리교신학대학교